# Aberrantes Verhalten
Aberrantes Verhalten ist in der Soziologie (insbesondere der Kriminalsoziologie) eine Teilklasse abweichendes Verhalten, bei dem die Rechtmäßigkeit und Geltung der verletzten Norm nicht bestritten wird. Aberrantes Verhalten steht damit im Gegensatz zu nonkonformen Verhalten, das die Gültigkeit der verletzten Regel bestreitet.
Die Unterscheidung zwischen den beiden Klassen abweichenden Verhaltens stammt von Robert K. Merton. Danach orientiert sich aberrantes Verhalten an egoistischen, sozial wenig geschätzten Zielen, nonkonformes Verhalten dagegen an nicht-egoistischen, hochgeschätzten Zielen und nicht am persönlichen Gewinn. Aberrant Handelnden werden bei Merton Geheimhaltungs- und Neutralisierungstendenzen zugeschrieben. Siegfried Lamnek nennt als Beispiel für einen aberrant Handelnden den Einbrecher, der sich bemüht, seine Tat heimlich auszuführen.